# 22 Ophiuchi
22 Ophiuchi är en gul jätte i stjärnbilden Ormbäraren.
22 Ophiuchi har visuell magnitud +6,75 och kräver fältkikare för att kunna observeras. Den befinner sig på ett avstånd av ungefär 600 ljusår.